# العلاقات التشيلية النيبالية
العلاقات التشيلية النيبالية هي العلاقات الثنائية التي تجمع بين تشيلي ونيبال.

## مقارنة بين البلدين
هذه مقارنة عامة ومرجعية للدولتين:
| وجه المقارنة                                              | تشيلي                         | نيبال                             |
| --------------------------------------------------------- | ----------------------------- | --------------------------------- |
| المساحة (كم2)                                             | 756.10 ألف                    | 147.18 ألف                        |
| عدد السكان (نسمة)                                         | 17.37 مليون                   | 29.40 مليون                       |
| الكثافة السكانية (ن./كم²)                                 | 22.97                         | 199.76                            |
| العاصمة                                                   | سانتياغو                      | كاتماندو                          |
| اللغة الرسمية                                             | اللغة الإسبانية               | اللغة النيبالية                   |
| العملة                                                    | بيزو تشيلي، وحدة حساب تشيلية ‏ | روبية نيبالية                     |
| الناتج المحلي الإجمالي (بليون دولار)                      | 277.08 مليار                  | 24.47 مليار                       |
| الناتج المحلي الإجمالي (تعادل القوة الشرائية) بليون دولار | 419.39 مليار                  | 70.20 مليار                       |
| الناتج المحلي الإجمالي الاسمي للفرد دولار أمريكي          | 13.42 ألف                     | 743                               |
| الناتج المحلي الإجمالي للفرد دولار أمريكي                 | 22.07 ألف                     | 2.37 ألف                          |
| مؤشر التنمية البشرية                                      | 0.832                         | 0.548                             |
| رمز المكالمات الدولي                                      | +56                           | +977                              |
| رمز الإنترنت                                              | .cl                           | .np                               |
| المنطقة الزمنية                                           | 00، 00، 00، 00                | UTC+05:45، التوقيت الموحد لنيبال ‏ |

## منظمات دولية مشتركة
يشترك البلدان في عضوية مجموعة من المنظمات الدولية، منها:
| علم المنظمة | اسم المنظمة                               | تاريخ انضمام تشيلي | تاريخ انضمام نيبال |
| ----------- | ----------------------------------------- | ------------------ | ------------------ |
|             | مؤسسة التنمية الدولية                     | 30 ديسمبر 1960     | 6 مارس 1963        |
|             | يونسكو                                    | 7 يوليو 1953       | 1 مايو 1953        |
|             | مؤسسة التمويل الدولية                     | 15 أبريل 1957      | 7 يناير 1966       |
|             | منظمة حظر الأسلحة الكيميائية              | ?                  | ?                  |
|             | الأمم المتحدة                             | 24 أكتوبر 1945     | 14 ديسمبر 1955     |
|             | منظمة الشرطة الجنائية الدولية             | ?                  | ?                  |
|             | البنك الدولي للإنشاء والتعمير             | 31 ديسمبر 1945     | 6 سبتمبر 1961      |
|             | الاتحاد البريدي العالمي                   | ?                  | ?                  |
|             | المركز الدولي لتسوية المنازعات الاستشارية | 24 أكتوبر 1991     | 6 فبراير 1969      |
|             | وكالة ضمان الاستثمار متعدد الأطراف        | 12 أبريل 1988      | 9 فبراير 1994      |
|             | منظمة التجارة العالمية                    | ?                  | ?                  |
|             | الفريق المعني برصد الأرض                  | ?                  | ?                  |

## وصلات خارجية
- موقع وزارة الخارجية التشيلية
- موقع وزارة الخارجية النيبالية